# Parcmotor Castellolí
Parcmotor Castellolí è un complesso dedicato al motociclismo e alle corse automobilistiche situato nel comune di Castellolí, nella provincia di Barcellona , in Spagna. È stato inaugurato il 7 marzo 2009.
Con una lunghezza di 4.144 metri e una configurazione della forma simile ad un "8" con un ponte che scavalca una parte della sede stradale unico in Spagna, il circuito è stato progettato con la consulenza di piloti come Álex Crivillé, Carlos Checa e Toni Elias. Questo circuito è approvato dalla International Motorcycling Federation e dalla International Automobile Federation. All'interno del complesso vi sono altre 4 aree e piste minori. vi è una pista di kart progettata da Dani Pedrosa, una pista di addestramento e pratica per piloti, una pista per motocross e un'area specializzata per le prove.